# Johann Santner

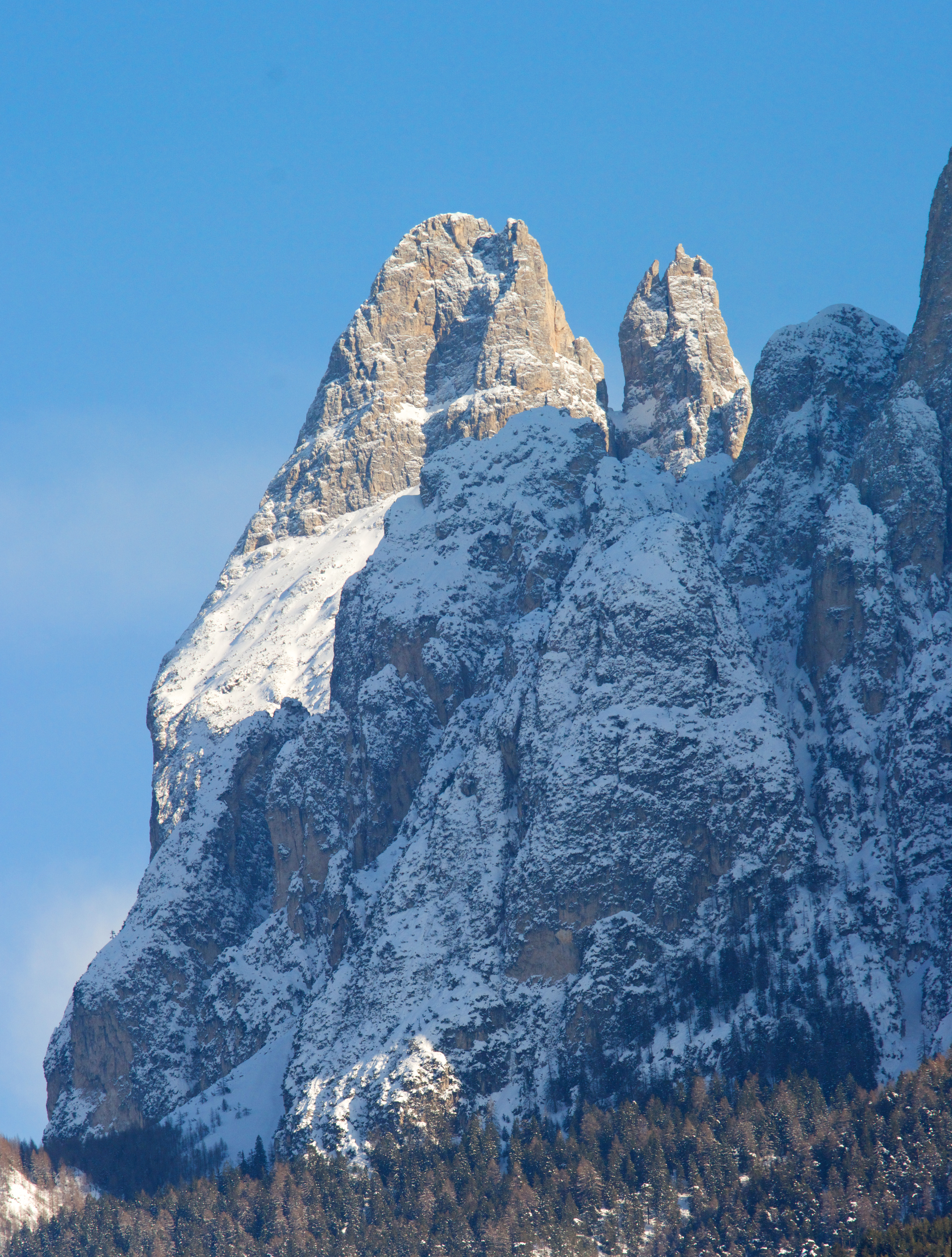
Punta Santner

Johann Santner (Sankt Jakob in Defereggen, 21 aprile 1840 – 21 maggio 1912) è stato un alpinista austro-ungarico.
È considerato il padre dell'alpinismo tirolese. Il suo nome è legato al massiccio dello Sciliar dove riuscì a raggiungere nel 1880 la punta Grande di Razzes, oggi denominata punta Santner (2.414 m). Hanno preso il suo nome anche un sentiero, una ferrata, un rifugio ed un passo dolomitico.

## Biografia
Ereditò la passione per l'escursionismo dal padre, con il quale da bambino viaggiò in molti posti. Nacque il 21 aprile 1840 a St. Jakob nella valle Defferegger. All'età di trentacinque anni Johann Santner si stabilì definitivamente a Bolzano. Lo Sciliar divenne il suo luogo di allenamento. Lì raggiunse anche il suo apice come solista. La prima ascensione del Grosser Schlernzacken (2414 m), che prese il suo nome (Santner Spitze), la compì il 2 luglio 1880, e destò l'attenzione del mondo alpino. Questa prima ascensione è una delle più grandi imprese dell'alpinismo. Le sue imprese alpinistiche furono impressionanti. Già il 1° ottobre 1876 scalò la vetta più alta del Catinaccio, il Kesselkogel, attraverso il fianco occidentale. Johann Santner fu il primo a cercare una via attraverso il labirinto di fenditure rocciose e camini sul versante occidentale del Catinaccio. Oggi il suo itinerario è uno dei classici del Catinaccio. Il 7 luglio 1883 scalò il Sattelspitzen e il 3 ottobre 1884 scalò la Kleine Fermeda da ovest. Quando Santner incontrò il giovane viennese Robert Hans Schmitt, si formò una cordata molto forte. Il primo successo congiunto fu la prima salita dello Schmittkamin sulla Fünffingerspitze l'8 agosto 1890 nel gruppo del Sassolungo. Johann Santner fu l'alpinista e l'esploratore di maggior successo delle Dolomiti occidentali nel periodo classico. Riuscì a registrare più di 50 nuovi tour. Sostò sullo Sciliar più di 400 volte. Santner partecipò anche alla costruzione di vari rifugi alpini nelle Dolomiti. La guida alpina fu anche il primo gestore del rifugio Schlernhaus. I successi di Santner furono rivoluzionari per tutti i giovani alpinisti dell’epoca. Sapeva come influenzare le giovani generazioni e risvegliare il loro interesse per la montagna. Johann Santner fu anche il padre spirituale dei Tschamintaler, che negli anni '80 del XIX secolo fecero dell'alpinismo estremo la loro missione e, soprattutto, si prefissero di valorizzare il gruppo del Catinaccio e di scalare le vie alpinistiche più difficili. I suoi compagni di montagna furono R. Drassl, W. Merz, A. Santner, H. Villgratner, Robert Hans Schmitt e altri. 

## Carriera alpinistica
- 1877 Primo tentativo al Molignon di Fuori, 2.781 m, (Catinaccio);
- 1877 Primo tentativo al Molignon di Fuori - cima nord - Fianco Ovest e Cresta Nord-Ovest fino alla cima principale, 2.698 m, (Catinaccio);
- 1878 Primo tentativo (in solitaria); Kesselkogel - fianco ovest "Via Normale", 1, 350 km, 3.004 m, (Catinaccio);
- 1878 Primo tentativo alla Cima Catinaccio, 150 m, 2.981 m, (Catinaccio, Dolomiti);
- 1878 Primo tentativo al Muro di Laurino - versante sud-ovest "Santnerpass", I, 2.819 m, (Catinaccio);
- 1879 Primo tentativo (in solitaria); Vallone di Laurino - versante nord-ovest "Laurinpass", II, 2.819 m, (Catinaccio);
- 1879 Salita al  Sassolungo, 3.181 m, (Gruppo del Sassolungo);
- 1879 Salita alla Marmolada, 3.343 m, (Dolomiti);
- 1880 Primo tentativo al Cima Ciamin orientale per il fianco nord, II, 2.759 m, (Catinaccio);
- 1880 Primo tentativo al Valbonköpfe per il fianco sud-ovest, 2.698 m, (Catinaccio);
- 1880 Primo tentativo (in solitaria) al Furchetta da ovest, III, 3.025 m, (Gruppo delle Odle, Dolomiti);
- 1880 Prima  salita (in solitaria) al Furchetta "Normalweg" in discesa, 3.025 m, (Gruppo delle Odle, Dolomiti);
- 1880 Prima  salita (in solitaria) al Santnerspitze (Großer Schlernzacken); "Normalweg", III, 2.414 m, (Sciliar, Dolomiti);
- 1883 Prima  salita all'Antermojakogel per la cresta est "Normalführe", I, 100 HM, 2.902 m, (Catinaccio);
- 1883 Prima   salita alla Sattelspitzen, 2.594 m, (Ciambella, Dolomiti);
- 1883 Prima  salita al Sattelspitze est, 2.600 m, (Catinaccio);
- 1883 Prima  salita al Sattelspitze occidentale attraverso il fianco est/cresta est dal Sattelspitzenscharte, II, 2.594 m, (Rosengarten);
- 1883 Prima  salita del Molignon orientale per il fianco sud-occidentale "via normale", 2.843 m, (Rosengarten);
- 1883 Prima  salita del Molignon di mezzo per il fianco sud "via normale", 2.852 m, (Rosengarten);
- 1884 Prima  salita invernale del Kesselkogel per il fianco ovest "via normale", I, 350 km, 3.004 m, (Rosengarten);
- 1884 Prima  salita del Molignon-Fallwand, 2.816 m, (Rosengarten);
- 1884 Prima  salita della Fallwand-parete nord, 2.816 m, (Rosengarten);
- 1884 Prima  salita della Fallwand -parete est, 2.816 m, (Rosengarten);
- 1884 Prima  salita del Grosser Valbonkogel per il versante meridionale "Via normale", II, 2.824 m, (Catinaccio);
- 1884 Prima  salita alla Piccola Fermeda da ovest "Via normale", I-II, 2.800 m, (Gruppo delle Odle, Dolomiti);
- 1885 Prima  salita al Sassolungo - versante sud-ovest "Via normale - variante occidentale - sentiero roccioso", III, 3.181 m, (Gruppo del Sassolungo);
- 1885 Prima  salita (unica salita); alla Cima Principe di Mezzo per il versante meridionale, II, 2.705 m, (Catinaccio);
- 1885 Prima  salita al Piz Miara - gola nord "Gola di Santner", 2.964 m, (Sella, Dolomiti);
- 1885 Prima  salita alle Meisules - cima ovest (Sas dai Ciamorces);, 2.999 m, (Gruppo delle Meisules, Sella, Dolomiti);
- 1885 Prima   ascensione del Wasserkofel per la parete sud, III, 2.915 m, (Gruppo delle Odle);
- 1887 Prima  ascensione invernale dello Sciliar, 2.563 m, (Sciliar, Dolomiti);
- 1887 Ascensione della Fermedaturm, 2.640 m, (Gruppo delle Odle, Dolomiti);
- 1887 Prima  ascensione della Grosse Cirspitze - versante ovest "via normale", 2.592 m, (Gruppo del Puez);
- 1887 Prima  ascensione della Rosengartenspitze - cima sud - cresta sud, III, 300 km, 2.981 m, (Rosengarten, Dolomiti);
- 1888 Prima  ascensione del Kleiner Valbon Kogel - versante sud-ovest, II, 2.803 m, (Rosengarten);
- 1888 Prima  ascensione (alpinista unico); Punta Santner per la parete est "Normalweg", III, 2.414 m, (Sciliar, Dolomiti);
- 1890.  Salita all'Innerkoflerturm, 3.081m, (Gruppo del Sassolungo);
- 1890. Salita al  Zahnkofel, 3.001 m, (Gruppo del Sassolungo);
- 1890 Prima  salita Grohmannspitze-parete nord-gola nord-ovest, III, 3.126 m, (Gruppo del Sassolungo);
- 1890 Prima  salita Plattkofel-parete est e cresta est "Schmitt-Santner-Führe", II, 2.964 m, (Gruppo del Sassolungo);
- 1890. Prima  salita al Fünffingerspitze attraverso la parete sud-est "Schmittkamin", IV+, 2.996 m, (Gruppo del Sassolungo, Dolomiti);
- 1890 Prima  salita al Kleine Weiße attraverso la cresta sud-ovest (fianco sud-ovest); "Christomannos-Führe", II, 3.058 m, (Gruppo di Tessa, Alpi Venoste);
- 1890 Prima   salita alla Piccola cresta bianca orientale,3.058 m, (Gruppo di Tessa, Alpi Venoste);
- 1890 Prima   salita del versante sud-ovest della Kleine Weiße con la discesa del "Christomannos-Führe" (II), 3.058 m, (Gruppo Tessa, Alpi Venoste);
- 1892 Prima  salita della cresta sud-sudest del Reiterjochspitze, II, 2.800 m, (Gruppo del Latemar);
- 1893 Prima  salita del Teufelswand attraverso il fianco est del "Normalführe" (2.723 m), (Catinaccio);
- 1893 Prima  salita della cresta nord-ovest della Kleine Furchetta, III, (Gruppo delle Odle, Dolomiti);
- 1893 Prima  salita della Kleine Furchetta, 3.000 m, attraverso la cresta nord-ovest, III-IV, alla Große Furchetta, 3.025 m, (Gruppo delle Odle);
- 1895 Seconda salita della cima Ciamin orientale attraverso il fianco nord "Via normale", 2.759 m, (Catinaccio).

## Prime ascensioni
- 7 luglio 1880 - Punta del diavolo o Punta Grande di Razzes (oggi Punta Santner) (2.414 m)
- 1880 - Furchetta (3.025 m)[1]
- 7 agosto 1887 Grande Cir (2.592 m) con Gottfried Merzbacher
- 1890 - punta delle Cinquedita (2.918 m) sul Sassolungo (insieme a Robert Hans Schmitt)

## Vie aperte
- 1878, passo Santner (2.741 m) nel Gruppo del Catinaccio

## Rifugi alpini
- Rifugio Passo Santner
- Rifugio Genova, nato da una sua idea di costruire un rifugio alpino presso il passo Poma (Kreuzkofeljoch)

## Galleria d'immagini

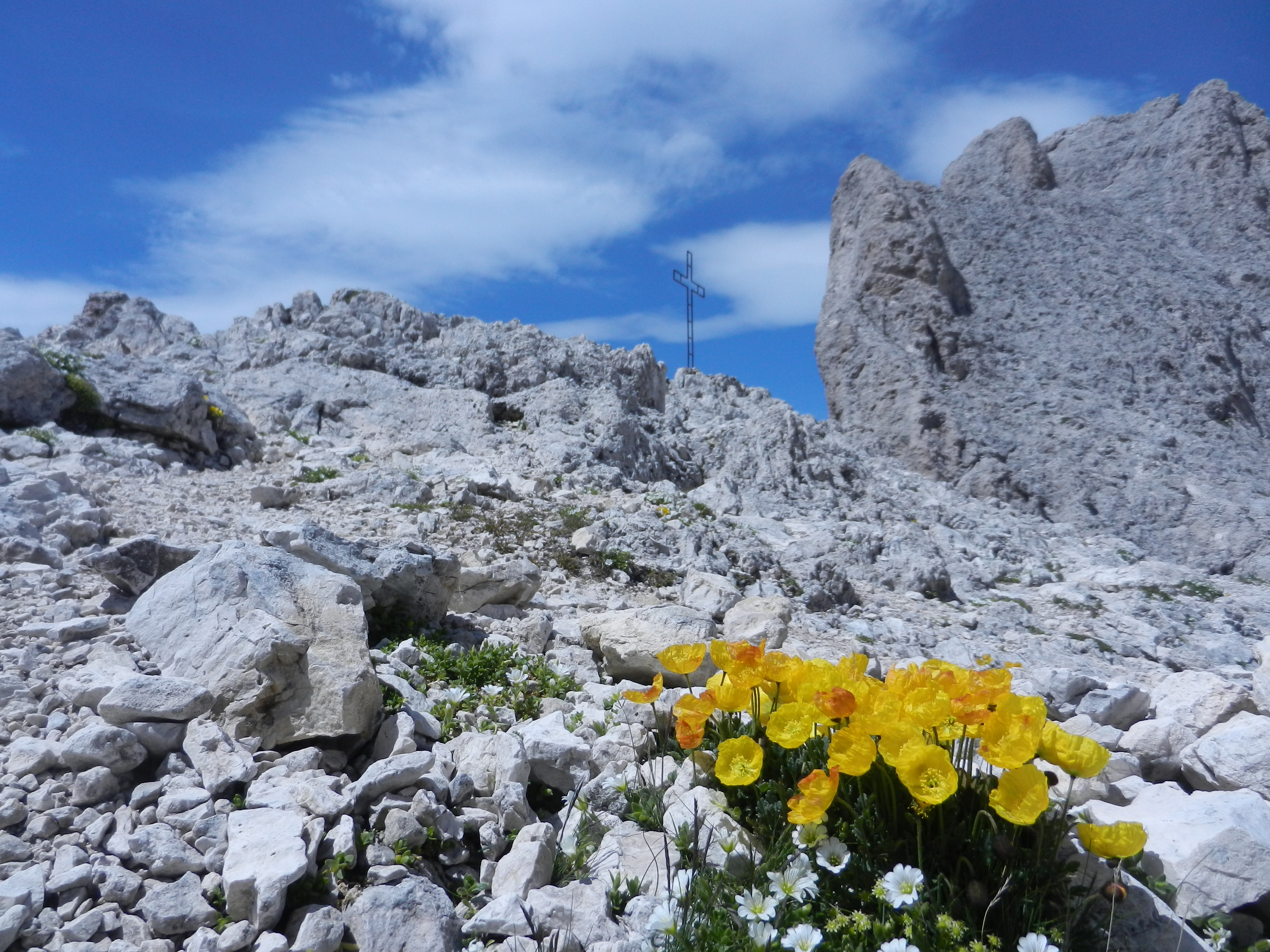
Passo Santner 2.741 m
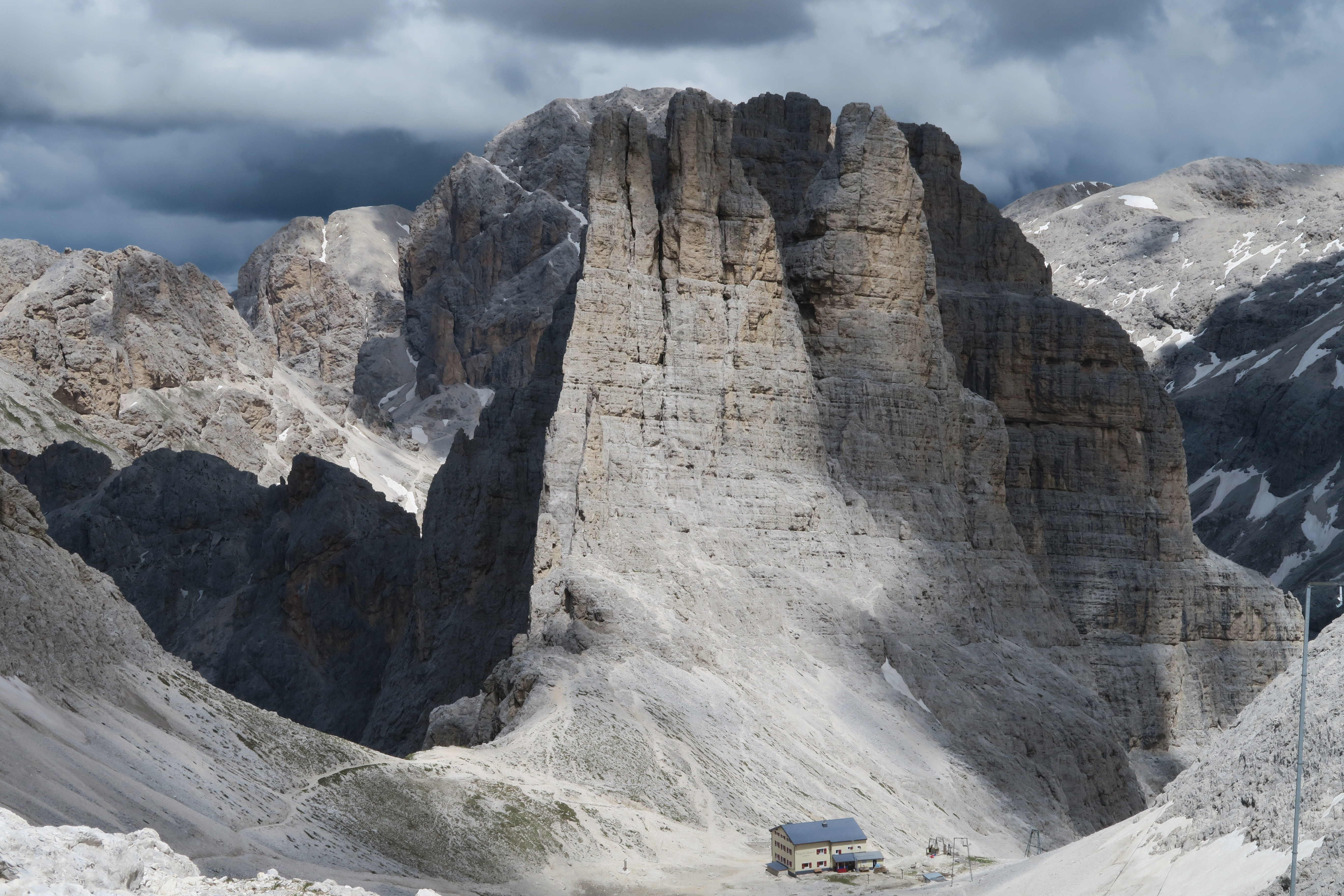
Passo Santner, Torri del Vajolet
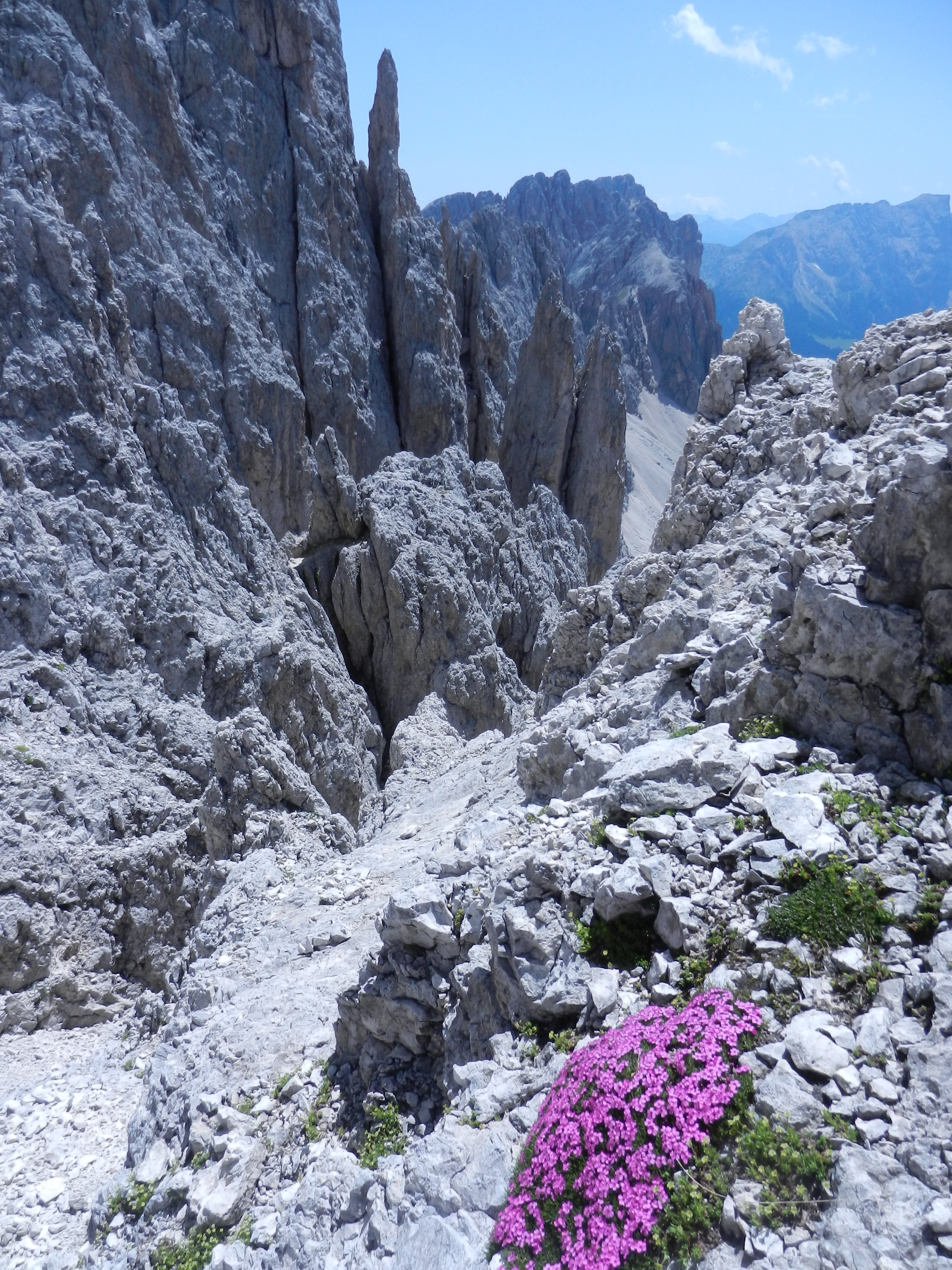
In cima alla ferrata Santner
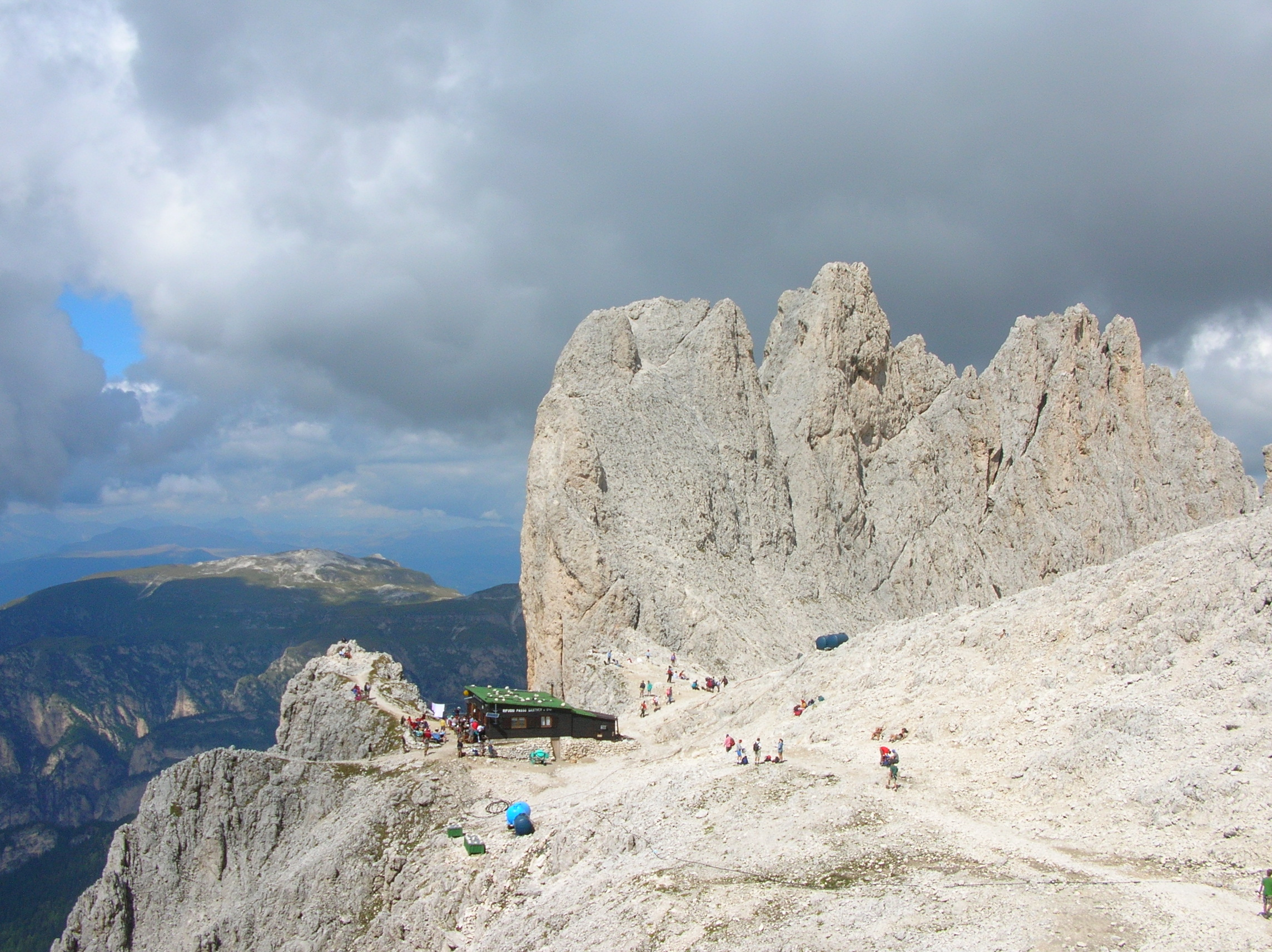
Rifugio Santner